# Pseudaletis clymenus
Pseudaletis clymenus är en fjärilsart som beskrevs av Druce. Pseudaletis clymenus ingår i släktet Pseudaletis och familjen juvelvingar. Inga underarter finns listade i Catalogue of Life.

## Bildgalleri

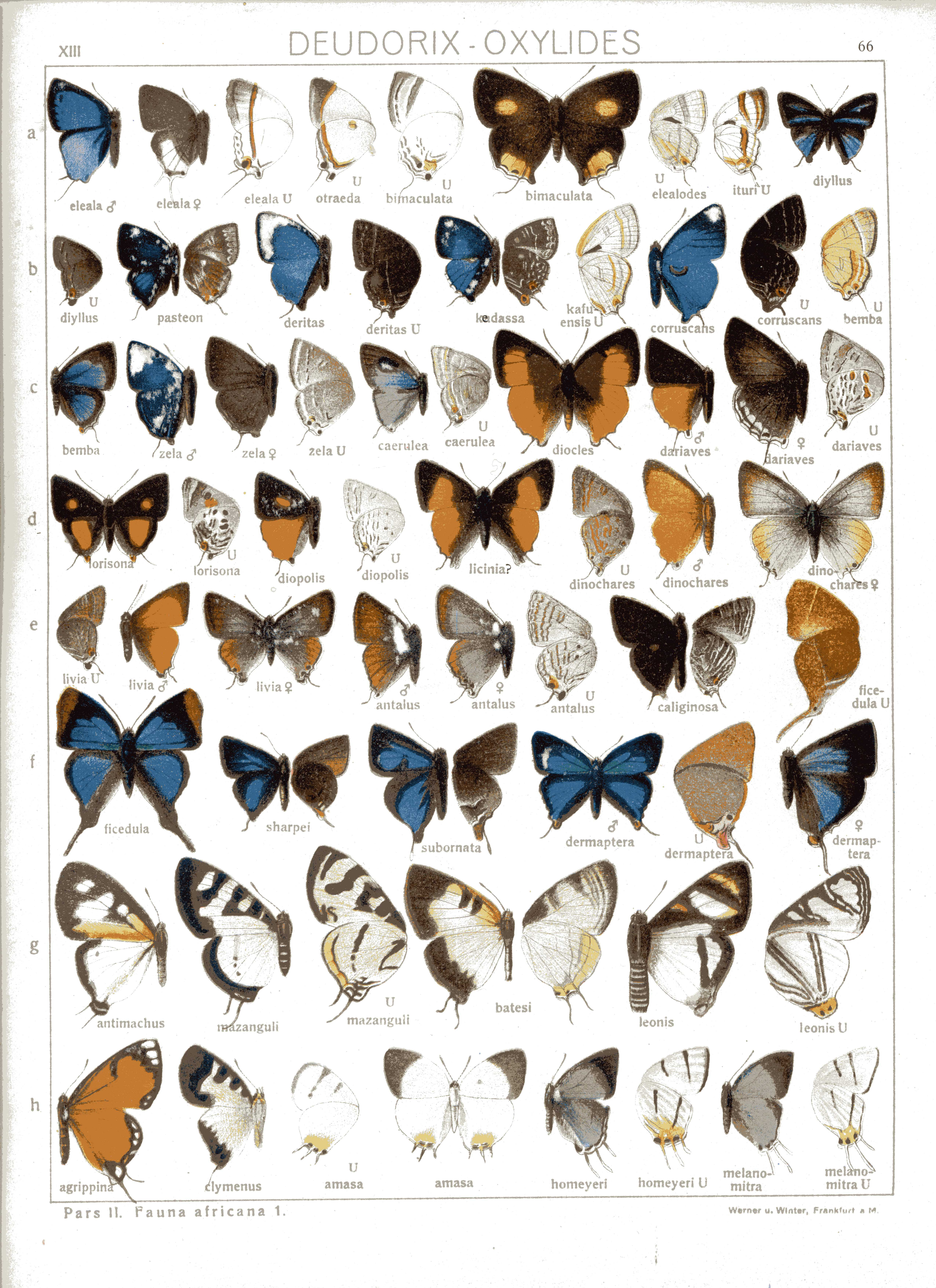
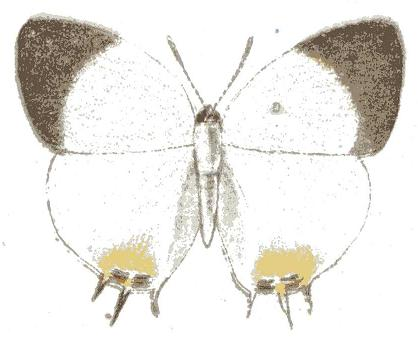
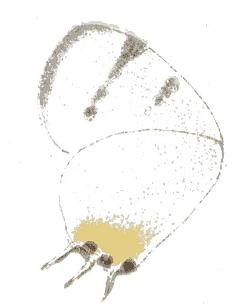